# Faces of War: Oblicza wojny
Faces of War: Oblicza wojny (w Rosji wydana jako Outfront 2) – komputerowa strategiczna gra czasu rzeczywistego w realiach II wojny światowej, wyprodukowana przez Best Way i wydana w 2006 przez Ubisoft. Jest to nieoficjalna kontynuacja gier Soldiers: Ludzie Honoru i Outfront: Na tyłach wroga, w której gracz kieruje małą grupą żołnierzy podzieloną na oddziały.

## Fabuła
W grze zaimplementowano trzy kampanie dla jednego gracza, w której można walczyć po stronie Niemiec hitlerowskich (w czasie operacji Market Garden i ofensywy w Ardenach), aliantów zachodnich (walki m.in. na plaży Omaha, pod Falaise, o wyspę Walcheren i Saint-Lambert) oraz Sowietów (m.in. bitwa o Lublin, twierdzę Głogów i Berlin). Gra zawiera także trzyczęściowy samouczek.
Dostępny jest także tryb wieloosobowy dla maksymalnie 16 graczy na mapie.

## Rozgrywka
Gracz kieruje zazwyczaj jednym bądź kilkoma oddziałami. Oddział może się składać z maksymalnie 8 żołnierzy bądź sztuk sprzętu przez nich kierowanego. Misje mają charakter zręcznościowy lub taktyczny (w zależności od wybranego trybu). W większości misji towarzyszą graczowi kierowani przez komputer sojusznicy. Żołnierze gracza nie mają nieskończonej amunicji, dlatego trzeba ją regularnie uzupełniać ze skrzyń z zaopatrzeniem lub zasobów znalezionych przy zabitych przeciwnikach. Postaci mają ograniczoną energię życiową (odnawianą poprzez bandażowanie) i kondycję (traconą wskutek biegu i odnawianą poprzez odpoczynek). Na ich skuteczność bojową na wpływ także poziom morale.

### Sprzęt
Do dyspozycji gracza oddano samochody osobowe, ciężarówki, karabiny maszynowe, działa przeciwpancerne i haubice oraz czołgi. Wszystkie sprzęty trzeba w razie uszkodzenia naprawiać. Pojazdy mają ograniczą ilość paliwem, które w razie braku należy uzupełnić przelewając je z innego pojazdu za pomocą kanistra bądź beczki, które różnią się od siebie pojemnością.

### Tryb bezpośredniej kontroli
Oprócz domyślnego trybu RTS podobnego do innych gier z gatunku można włączyć tryb bezpośredniej kontroli, który służy do precyzyjniejszego kierowania i strzelania dowodzącym oddziału za pomocą myszy (celowanie i strzał) oraz klawiatury (poruszanie się/jazda bądź inne czynności za pomocą skrótów). W tym trybie można też sterować pojazdami i prowadzić ogień z ich uzbrojenia.

### Osłony
Żołnierze gracza mogą chować się za osłonami, unikając ognia wroga. Poza tym potrafią zmieniać pozycję, z której strzelają, na stojącą, kucającą i leżącą.

## Odbiór
Gra Faces of War: Oblicza wojny zebrała średnie lub umiarkowanie dobre opinie od graczy i recenzentów. Uzyskała średnią z ocen 67/100 w agregatorze recenzji Metacritic. Polski serwis o grach komputerowych Gry-Online przyznał jej ocenę 7.2/10.